# Omphale angusticornis
Omphale angusticornis är en stekelart som beskrevs av Christer Hansson 1997. Omphale angusticornis ingår i släktet Omphale och familjen finglanssteklar. Inga underarter finns listade i Catalogue of Life.